# Entophlyctis cienkowskiana
Entophlyctis cienkowskiana är en svampart som först beskrevs av Friederich Wilhelm Zopf, och fick sitt nu gällande namn av A. Fisch. 1892. Entophlyctis cienkowskiana ingår i släktet Entophlyctis och familjen Endochytriaceae.   Inga underarter finns listade i Catalogue of Life.